# Synagoga w Mosinie
Synagoga w Mosinie – synagoga znajdująca się w Mosinie przy ulicy Niezłomnych 1.
Synagoga została zbudowana około 1876 lub w 1890 roku. Podczas II wojny światowej hitlerowcy zdewastowali synagogę. Po zakończeniu wojny budynek synagogi przebudowano na magazyn i sklep. W latach 80. narodziły się koncepcje, aby budynek zaadaptować na muzeum.
W 1986 roku przeprowadzono częściowe prace remontowe, dostosowując synagogę do potrzeb Izby Muzealnej, którą otworzono w 1987 roku. W 1993 roku otwarto w niej również Galerię Miejską. 
W listopadzie 2007 roku rozpoczęto rozległy remont synagogi, podczas którego zostanie wymieniony dach, wstawione nowe okna, odnowione elementy architektoniczne, a elewacja zostanie pomalowana na kolor kremowy. 
Murowany budynek synagogi wzniesiono na planie prostokąta. Do dziś zachował się wystrój zewnętrzny budynku, w tym fryz arkadowy pod gzymsem głównym.